# Stebnîk
Stebnîk (în ucraineană Стебник) este un oraș raional din orașul regional Drohobîci, regiunea Liov, Ucraina. În afara localității principale, nu cuprinde și alte sate.

## Demografie
Componența lingvistică a orașului Stebnîk
     Ucraineană (97,94%)
     Rusă (1,87%)
     Alte limbi (0,1%)
Conform recensământului din 2001, majoritatea populației orașului Stebnîk era vorbitoare de ucraineană (97,94%), existând în minoritate și vorbitori de rusă (1,87%).